# Zeuhl
Zeuhl är en musikgenre som uppkom med bandet Magma. I zeuhl blandar man progressiv rock, symfonisk rock, fusion, neoklassicism, delar av RIO och vokala element från afroamerikansk spiritual.